# Torre do Relógio (Mêda)
A Torre do Relógio localiza-se no Morro do Castelo da Mêda, na atual Freguesia de Mêda, Outeiro de Gatos e Fonte Longa, na cidade e no Município de Mêda, Distrito da Guarda, em Portugal.
Ergue-se no alto de um monte granítico, dominando a cidade. Mêda inscreve-se no Parque Arqueológico do Vale do Côa e na Região de Turismo do Douro Sul.

## História

### Antecedentes
A primitiva ocupação humana de seu sítio remonta a um castro pré-histórico, cujos vestígios ainda subsistem.

### O castelo medieval
A atual estrutura remontará a uma simples torre de vigia, que terá existido na Idade Média.
Mêda recebeu foral de D. Manuel I (1495-1521) em 1 de Junho de 1519.
No século XVII ali foi edificada uma capela sob a invocação de Nossa Senhora da Assunção.
Posteriormente, no século XIX foi erigida a Torre do Relógio. O conjunto encontra-se em bom estado de conservação, no centro histórico da cidade.
No início do século XXI, a vila foi elevada a cidade (9 de Dezembro de 2004).

## Características
A torre apresenta planta no formato quadrangular, em alvenaria de granito, abundante na região, encimada por ameias.
O conjunto engloba, no total, uma área aproximada de 2.115 hectares.